# Bebek Miklós (kalocsai érsek)
Pelsőci Bebek Miklós (†1400. február 17. előtt ) egri prépost, majd 1390-től haláláig kalocsai érsek, Bebek Domokosnak, a Bebek család pelsőci ága alapítójának a fia.
1388-ban csázmai prépostból erdélyi prépost lett, 1391-ben pedig egri nagyprépost, 1392 november 11-től kalocsai érsek.